# Atanas Mladenov
Atanas Mladenov (em búlgaro: Атанас Младенов, nascido em 3 de janeiro de 1960) é um saltador em altura búlgaro aposentado.

## Carreira
Ele nasceu em Plovdiv e representou o clube Trakia Plovdiv. Ele competiu nos Jogos Olímpicos de 1980 sem chegar à final. Ele se tornou campeão búlgaro em 1980 e 1981. Seu recorde de campeonato de 2,15 metros estabelecido em 1980 foi melhorado já em 1981 por Georgi Gadzhev. Ele também se tornou campeão búlgaro indoor em 1980 e 1982. Ele igualou o recorde do campeonato de 2,16 metros, mas foi superado por Valentin Getov em 1981. Seu melhor salto pessoal foi de 2,20 metros, alcançado em 1980.